# Кіаран Сміт (плавець)
Кіаран Сміт (нар. 20 травня 2000) — американський плавець, бронзовий призер літніх Олімпійських ігор 2020 року, чемпіон світу.

## Виступи на Олімпійських іграх
| Олімпіада  | Дисципліна           | Місце |
| ---------- | -------------------- | ----- |
| Токіо 2020 | 400 м вільним стилем | 3     |